# Cantó de Sant Flor Sud
El cantó de Sant Flor Sud és un cantó francès del departament del Cantal, a la regió d'Alvèrnia. Està enquadrat al districte de Sant Flor, té 12 municipis i el cap cantonal és Sant Flor.

## Municipis
- Aleusa
- Cussac
- Lavastrie
- Neuvéglise
- Paulhac
- Sant Flor (part sud)
- Sériers
- Tanavelle
- Les Ternes
- Ussel
- Valuéjols
- Villedieu

## Història
| Data d'elecció                           | Identitat        | Partit           | Qualitat |
| ---------------------------------------- | ---------------- | ---------------- | -------- |
| 1955-1967                                | Jean Sagette     | UNR              |          |
| 1967-1992                                | Jacques Albisson | CD, després CNI  |          |
| 1992-2008                                | Pierre Jarlier   | UDF, després UMP |          |
| 2008-                                    | Gérard Salat     | PS               |          |
| les dades anteriors no són pas conegudes |                  |                  |          |
|                                          |                  |                  |          |